# Wang Newton
Wang Newton es un drag king profesional y una figura asiática LGBT que dirige "Wang TV" en YouTube. Apareció en un artículo del New York Times de 2021 escrito por Frank DeCaro en el que describía a drag kings notables de Estados Unidos. Su nombre es una referencia al cantante Wayne Newton.

## Primeros años
Newton nació en Taiwán, pero creció en el medio oeste de Estados Unidos, principalmente en el centro de Pensilvania. Inspirada por RuPaul's Drag Race, Newton comenzó a explorar su masculinidad antes de comenzar a actuar como drag king en las fiestas de amigos haciendo su debut en la noche de Halloween en Filadelfia.

## Carrera profesional
Newton realiza espectáculos a nivel internacional, sobre todo en Taiwán, Berlín, Los Ángeles y la ciudad de Nueva York. A partir de 2020, Wang Newton coprodujo una serie de presentaciones mensuales en línea llamada Sacred Wounds con artistas drag asiáticas. En diciembre de 2020, Wang Newton participó en una campaña de promoción llamada #DragForAllFlavors que fue organizada por la marca de bebidas con gas PepsiCo y la organización de servicios para personas mayores LGBTQ+ SAGE.
Newton está representado por la agencia Luxe Talent Agency, Inc[cita requerida].